# Miss Europe 1984

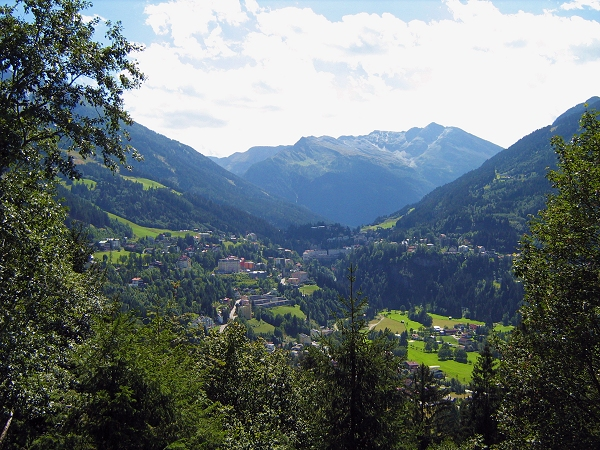
Blick auf Bad Gastein, den Ort der Veranstaltung

Der Wettbewerb um die Miss Europe 1984 war der zweiunddreißigste seit 1948, den die Mondial Events Organisation (MEO) durchführte. Sie war von den Franzosen Roger Zeiler und Claude Berr ins Leben gerufen worden, hatte ihren Sitz in Paris und arrangierte den Wettbewerb bis 2002.
Die Kandidatinnen waren in ihren Herkunftsländern von nationalen Organisationskomitees ausgewählt worden, die mit der MEO Lizenzverträge abgeschlossen hatten. Dabei muss es sich nicht in jedem Fall um die Erstplatzierte in ihrem nationalen Wettbewerb gehandelt haben.

## Miss Europe 1983/84
Die Veranstaltung war von 1983 auf Anfang 1984 verschoben worden, so dass die MEO sie und die Siegerin als „Miss Europe 1983/84“ bezeichnete. Sie fand am 17. Februar 1984 im österreichischen Kur- und Wintersportort Bad Gastein statt. Es gab 25 Bewerberinnen.
| Land                    | Schreibweise bei Pageantopolis    | Schreibweise in der Heimatsprache | Teilnahme an weiteren Wettbewerben                                             |
| ----------------------- | --------------------------------- | --------------------------------- | ------------------------------------------------------------------------------ |
| Platzierungen           |                                   |                                   |                                                                                |
| 1. Türkei               | Nese Erberk                       | Neşe Erberk                       |                                                                                |
| 2. Frankreich           | Fredérique Marcelle Leroy         | Frédérique Marcelle Leroy         | Miss Universe 1983, Miss World 1983                                            |
| 3. Finnland             | Sanna Marita Pekkala              | Marita Pekkala                    | Miss World 1983                                                                |
| 4. Belgien              | Françoise Bostoen                 | Françoise Bostoen                 | Miss Universe 1983, Miss World 1983: Semifinale                                |
| 5. BR Deutschland       | Loana Katharina Radecki           | Loana Radecki                     | Miss Universe 1983: Semifinale, Miss International 1983                        |
| Top 10                  |                                   |                                   |                                                                                |
| Dänemark                | Tina Lissiette Dahl Jorgensen     | Tina-Lissette Dahl Jørgensen      | Miss World 1983                                                                |
| England                 | Karen Lesley Moore                | Karen Lesley Moore                | Miss Universe 1983: Platz 5, Miss International 1984: Semifinale               |
| Griechenland            | Plousia („Sia“) Farfaraki         | Πλουσία Φαρφαράκη                 | Miss Universe 1983, Miss International 1983                                    |
| Österreich              | Mercedes Stermitz                 | Mercedes Stermitz                 | Miss Universe 1983, Miss World 1983: Semifinale                                |
| Schweiz                 | Corinne Martin                    |                                   |                                                                                |
| Weitere Teilnehmerinnen |                                   |                                   |                                                                                |
| Gibraltar               | Giselle Ruiz                      |                                   |                                                                                |
| Holland                 | Nancy Lalleman Heynis             | Nancy Lalleman-Heijnis            | Miss Young International 1983, Miss Universe 1983, Miss World 1983: Semifinale |
| Irland                  | Patricia Nolan                    | Patricia („Trish“) Nolan          | Miss World 1983: Semifinale, Miss Universe 1984                                |
| Island                  | Kristin Ingvadóttir               | Kristín Ingvadóttir               |                                                                                |
| Italien                 | Ambra Pellino                     | Ambra Pellino                     |                                                                                |
| Jugoslawien             | Jadranka Mitrovic                 | Jadranka Mitrović                 |                                                                                |
| Malta                   | Jennifer Schembri                 |                                   |                                                                                |
| Norwegen                | Janne Knutsen                     |                                   |                                                                                |
| Polen                   | Lidia Wasiak                      | Lidia Wasiak                      | Miss World 1983                                                                |
| Portugal                | Anabela Elisa Vissenjou Ananíades | Anabela Elisa Vissenjou Ananíades | Miss Universe 1983                                                             |
| Schottland              | Linda Renton                      | Linda Renton                      | Miss Universe 1983                                                             |
| Schweden                | Viveca Miriam Ljung               | Viveca Ljung                      | Miss Universe 1983                                                             |
| Spanien                 | Garbiñe Abásolo García            | Garbiñe Abasolo                   | Miss Universe 1984                                                             |
| Wales                   | Lianne Patricia Gray              | Lianne Patricia Gray              | Miss Universe 1983, Miss International 1983                                    |
| Zypern                  | Katia Chrysochou                  | Κάτια Χρυσοχού                    | Miss World 1983                                                                |

## Wettbewerb des „Comité Officiel et International Miss Europe“
Von 1951 bis 2002 gab es einen rivalisierenden europäischen Wettbewerb, durchgeführt vom Comité Officiel et International Miss Europe. Dies wurde 1950 von Jean Raibaut in Paris gegründet, der Sitz später nach Marseille verlegt. Die Siegerinnen trugen unterschiedliche Titel wie Miss Europa, Miss Europe oder auch Miss Europe International.
Er fand am 14. Dezember 1984 in der österreichischen Hauptstadt Wien statt – im El Dorado Fitness and Fun Centre. Es gab 19 Bewerberinnen.
Platzierungen:
- 1.  Norwegen: Trine Elisabeth Mörk / Trine Elizabeth Mørk
- 2.  Spanien: Susana Alguacil
- 3.  Ungarn: Rita Toth / Tóth Rita

Weitere Teilnehmerinnen:
- Dänemark: Katrina Grebak
- Deutschland: Petra Geisler (Miss International 1984: Semifinale)
- England: Vivien Stamp
- Finnland: Tarja Candelin
- Frankreich:  Louise Sophie Bertaux
- Holland: Rosalie van Breemen (Teilnahme an der Miss International 1984)
- Irland: Beverley Keegan
- Island: Solveig Thorisdottir / Sólveig Þórisdóttir
- Italien: Alessandra Barale
- Jugoslawien: Dinka Delic / Dinka Delić (Teilnahme an der Miss World 1984, Miss Universe 1985)
- Malta: Jacqueline Cassar
- Österreich: Michaela Nussbaumer (Teilnahme an der Miss Universe 1984)
- Schottland: Colette Dolan
- Schweden: Susanna Marie Lundmark (Miss International 1986: Semifinale)
- Wales: Lea La Salle
- Zypern: Maria Argyri Charalambous / Μαρία Χαραλάμπους